# Adalberto II de Ballenstedt
Adalberto II de Ballenstedt (c. 1030 – 1076/1083), fue uno de los primeros miembros de la Casa de Ascania, y tuvo los títulos de (conde) en Sajonia y Vogt de la Abadía de Nienburg.

## Vida
Adelberto es mencionado por primera vez en una escritura de 1033; nació en el castillo de Ballenstedt en el Schwabengau, hijo del conde de Esico de Ballenstedt (m. aproximadamente 1060) y su esposa Matilde, probablemente hija del duque Herman II de Suabia. En torno a 1068 se casó con Adelaida de Weimar-Orlamünde, hija del Margrave de Otto I de Meissen y su esposa, Adela de Lovaina. Sus dos hijos fueron:
- Otto el Rico (c. 1070 – 1123), conde de Ballenstedt[1]
- Siegfried (c. 1075 – 1113), conde de Weimar-Orlamünde, conde Palatino del Rin, desde 1095/97.[1]

Adalberto heredó extensas posesiones, y llegó a ser uno de los principales nobles sajones. En 1069 fue nombrado conde en Nordthüringgau, y, posteriormente, también en la Marca Sajona Oriental. Según el cronista Lambert de Hersfeld, Adalberto apoyó a Dedo I en 1069 frente a Enrique IV. Dedo, miembro de la Casa de Wettin, se había casado con la suegra de Adalberto, Adela de Lovaina, viuda desde 1067, y reclamaba las posesiones en Turingia de su difunto marido, el Margrave Otto de Meissen. Su revuelta encontró poco apoyo y ambos se rindieron, siendo indultados en 1070, Adalberto, sin embargo, permaneció un feroz opositor del rey. 
A partir de 1072 se unió a la rebelión Sajona encabezada por el conde Otto de Nordheim y el Obispo Burchard II de Halberstadt, por lo que fue arrestado tras la victoria de Enrique en 1075 en la Batalla de Langensalza. Incluso después de su liberación, dos años más tarde, dio su apoyo al antirrey Rodolfo de Rheinfelden, hasta que finalmente fue asesinado, posiblemente en una reyerta, en Westdorf cerca de Aschersleben por el noble Sajón Egeno II de Konradsburg.
Su viuda, Adelaida, se casó con el conde Palatino Hermann II de Lotaringia de la dinastía Ezónida y – en su tercer matrimonio – con el conde Palatino Enrique II de Laach de la Casa de Luxemburgo, padre de su hijo Siegfried.